# Qatna

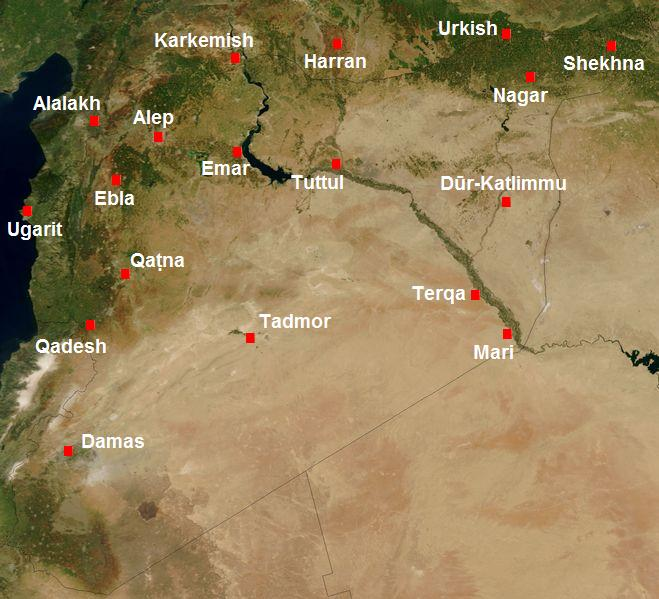
Mapa Syrii w II tys. p.n.e. z zaznaczoną Qatną

Qatna (dziś Tell el-Meszrife w Syrii) – starożytne miasto nad Orontesem. W 1 połowie II tys. p.n.e. jedno z najsilniejszych amoryckich miast-państw w południowej Syrii.

## Historia
- pierwsza połowa II tysiąclecia p.n.e. – pierwsze miasto, stolica lokalnego królestwa;
- XV wiek p.n.e. – miasto zostaje podbite przez królestwo Mitanni;
- ok. 1340 p.n.e. – hetycki król Suppiluliuma I zdobywa miasto;
- ok. 1920 – początek wykopalisk archeologicznych.

## Bardziej znani władcy
- Amut-pi-El (XVIII wiek p.n.e.)
- Akizzi (XIV wiek p.n.e.)